# عبد المحسن فائق
ب
عبد المحسن فايق ضابط مخابرات مصري برتبة لواء برزت شخصية وتمت معرفته من خلال مسلسل رأفت الهجان باسم «محسن ممتاز» وأصبح صيته ذائعًا في ثمانينيات القرن الماضي عند عرض المسلسل فهو اكتشف شخصيّة جاسوسية عظيمة يحكى بها لهذا الوقت وكان اكتشاف من أبرز أعماله حياته لما شهدته مصر من خير نتيجة المعلومات التي قدّمها رفعت الجمال الذي تدرب على يد عبد المحسن.
عبد المحسن فائق الخويسكي، من الضباط الأحرار المصريين وأحد مؤسسي جهاز المخابرات العامة المصرية وهو واحد من ضمن الثمانية الذين اختارهم عبد الناصر لتكوين جهاز المخابرات. وكان دوره الرئيسي يتركز في النشاط الخارجي ضد إسرائيل، ووكيل وزارة التموين سابقا. ومكتشف الجاسوس المصري رفعت الجمال. وهو الذي رمز له بشخصية محسن ممتاز الذي قام بدوره يوسف شعبان في مسلسل رأفت الهجان وكان يشغل منصب وكيل وزارة التموين بعد اعتزاله من المخابرات .

## قصته
اللواء عبد المحسن فائق الخويسكي هو من مواليد “محلة قيس” مركز “شبراخيت” محافظة البحيرة عام 1920 إلا أنه انتقل للإقامة في القاهرة وتم دفنه بمسقط رأسه في شبراخيت بعد وفاته عام 1988 .
تخرج “عبد المحسن فائق الخويسكي” من الكلية الحربية 1942 وشارك في كل حروب مصر ضد العدو الصهيوني وكان دوره الرئيسي يتركز في النشاط الخارجي ضد إسرائيل وظل فترة طويلة يعمل في الولايات المتحدة الأمريكية بخصوص هذا الدور الذي كلف به كواحد من أكفئ إن لم يكن الأكفئ.
اللواء عبد المحسن فائق هو من قبض على “دافيد أهارون” الجاسوس الاسرائيلي في العراق وسلمه للقاهرة وقبض أيضا على “موشي سالفيني” الجاسوس الاسرائيلي في أثيوبيا وسلمه للقاهرة تم تعيينه وكيلا لوزارة التموين بعد الخروج من الخدمة في المخابرات المصرية وتوفي سنة 1988 .